# Proščenje
Proščênje, žégnanje, patrocínij, lepa nedelja, narečno ponekod cerkvanje, shod, semenj, šagra in žegen v krščanskem okolju predstavlja praznovanje godu zavetnika lokalne cerkve. Če gre za župnijsko cerkev, so v uporabi izrazi župnijsko ali farno proščenje (ali žegnanje ali praznik).
Je množično praznovanje, povezano s svetnikom določene cerkve, katerega se udeležijo župljani župnije, ki ji cerkev pripada, posebej pa krajani tistega kraja. K praznovanju običajno spada slovesna sveta maša, včasih procesija in pa druženje po zaključku bogoslužja. Ponavadi ljudje prinesejo hrano in pijačo, ponekod pa organizirajo tudi veselico. 
To ostaja eden najpomembnejših dogodkov v letu na vaseh. Proščenja vedno potekajo na nedeljo, najbližjo datumu godu, kadar le-ta pade na dan med tednom. Tako je splošni običaj, da godovi med ponedeljkom in sredo dobijo proščenje na predhodno nedeljo, godovi med četrtkom in soboto pa na prihajajočo nedeljo. V nekaterih krajih proščenje, kadar ima zavetnik god pozno jeseni ali pozimi, organizirajo v toplejših mesecih.
Na mnogih krajih so na ta dan blizu cerkve imeli tudi sejem, saj je bil to shod, na katerem se je zbralo največ ljudi od blizu in daleč. Danes kmečkih prodajalcev in dražiteljev v glavnem ni več, še vedno pa se proščenja pogosto udeležijo prodajalci otroških igrač (nekoč lesenih, zdaj plastičnih), spominkov in nabožnih predmetov. Tudi vrtiljaki so lahko del dogodka.
Organizirani so tudi nastopi folklornih in kulturno-umetniških društev s starimi narodnimi nošami, športne prireditve, glasbeni koncerti in podobno. Običaji velevajo, da se na ta dan povabi sorodnike in prijatelje iz okoliških krajev na slavnostno kosilo z različnimi dobrotami in pecivom.

## Opasilo
Opasilo je ime za župnijski praznik v spomin na kak pomembnejši dogodek, ki ni povezan s praznovanjem zavetnika lokalne cerkve. To je stara beseda, ki izhaja iz časov, ko so za take praznike prirejali okoli cerkve procesije in z njimi cerkev opasali. V Kortah na primer opasilo praznujejo v spomin na postavitev večje cerkve z zvonikom. Ob dogodku se zbere  veliko domačinov in, kot je navada, po svetu razseljenih rojakov.